# Transgender-Flagge

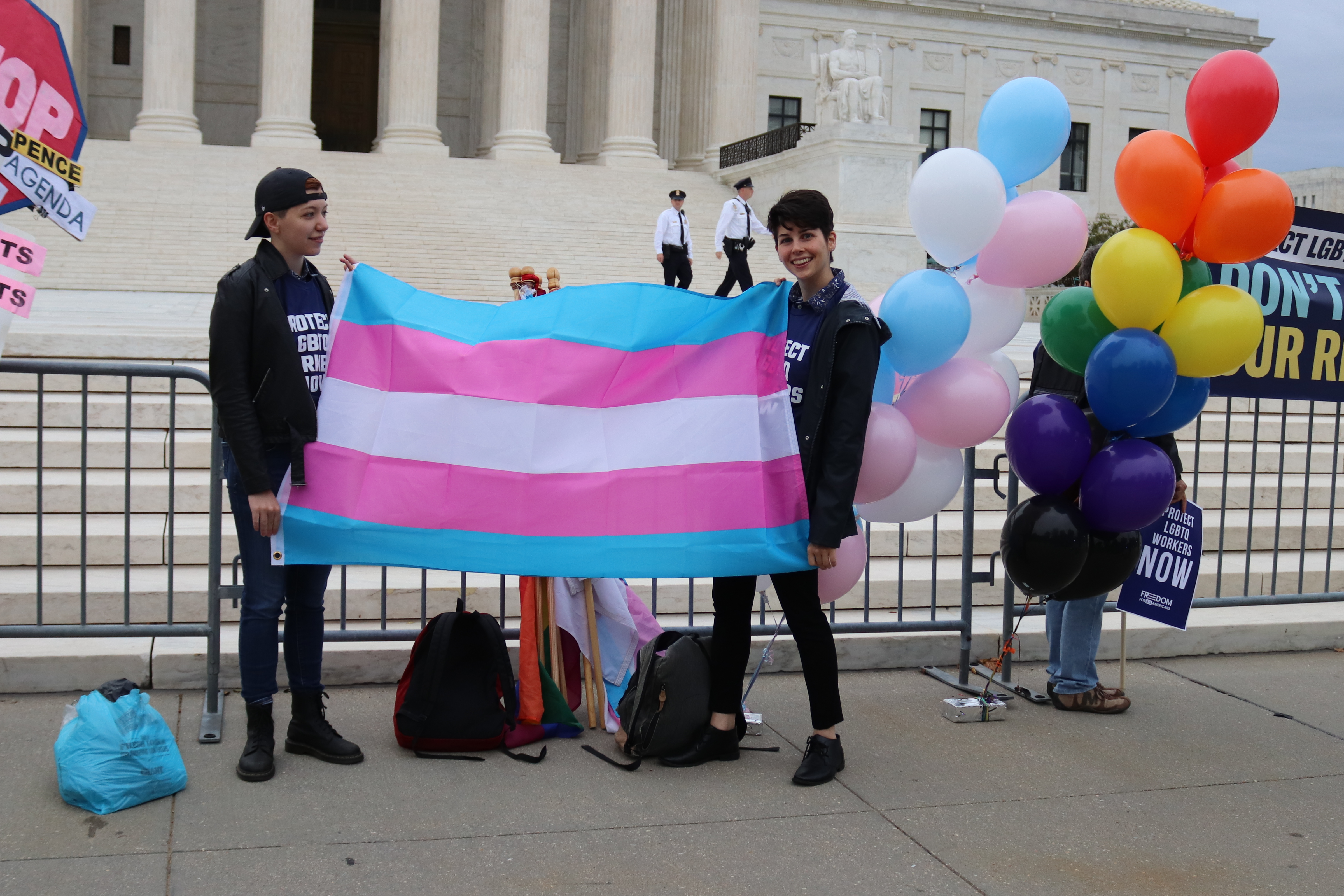
Personen mit Transgender-Flagge 2019 vor dem Obersten Gerichtshof der Vereinigten Staaten

Die Transgender-Flagge, auch Transgender-Pride-Flagge genannt, wird von Menschen, Organisationen und Gemeinschaften verwendet, um Pride, Vielfalt, Rechte und Gedenken innerhalb der Transgender-Gemeinschaft zu repräsentieren. Sie wird ähnlich wie die ursprüngliche Regenbogenflagge queerer Gruppierungen verwendet, soll jedoch speziell der Transgender-Gemeinschaft dienen. Die Flagge wurde 1999 von Monica Helms entworfen und ist seither von der Transgender-Gemeinschaft weltweit übernommen worden.
Das Design besteht aus fünf horizontalen Streifen in drei Farben in der Reihenfolge hellblau, hellrosa, weiß, hellrosa und hellblau. Es gibt auch verwandte Flaggen, darunter solche, die die „progress“-Version der Regenbogenflagge mit der Transgender- und Intersex-Flagge kombinieren, sowie verschiedene Flaggen für Nischen innerhalb der Transgender- und nicht-binären Gemeinschaften. Neben dem üblichen Transgender-Flaggendesign haben einige Künstler alternative Designs entworfen, die von ihren lokalen Gruppierungen verwendet werden.

## Geschichte und Design
Die Flagge wurde 1999 von der amerikanischen Transgender-Frau Monica Helms entworfen und erstmals im Jahr 2000 bei einer Pride-Parade in Phoenix, Arizona, gezeigt. Helms wurde zu dieser Flagge inspiriert, nachdem sie mit Michael Page gesprochen hatte, der im Jahr zuvor die bisexuelle Flagge entworfen hatte.
Helms beschreibt die Bedeutung der Transgender Pride Flagge wie folgt: Die Streifen oben und unten sind hellblau, die traditionelle Farbe für kleine Jungen. Die Streifen daneben sind rosa, die traditionelle Farbe für kleine Mädchen. Der Streifen in der Mitte ist weiß, für diejenigen, die intersexuell sind, sich in einer Übergangsphase befinden oder sich selbst als geschlechtsneutral oder undefiniert betrachten.
Am 19. August 2014 schenkte Monica Helms dem Smithsonian National Museum of American History die erste Transgender Pride Flag. Im Jahr 2019, 20 Jahre nachdem sie die Flagge entworfen hatte, veröffentlichte Helms ihre Memoiren More than Just a Flag, in denen sie beschreibt, wie überrascht sie von der Annahme ihrer Flagge war: „Die Geschwindigkeit, mit der sich die Flagge verbreitet hat, überrascht mich immer wieder, und jedes Mal, wenn ich sie oder ein Foto von ihr über einem historischen Rathaus oder Gebäude wehen sehe, erfüllt mich das mit Stolz.“

## Verwendung
Nachdem die Flagge zunächst auf Märschen und Demonstrationen von der Transgender-Gemeinschaft verwendet worden war, wurde sie ab den 210er Jahren auch häufig vor öffentlichen Gebäuden gehisst um Solidarität zu signalisieren. Seit 2009 wird die Flagge jedes Jahr zum Transgender Day of Visibility vor dem Bezirksamt Tempelhof–Schöneberg gehisst.
Am Transgender Day of Rememberance 2019 wurde die Flagge erstmals über amerikanischen Regierungsgebäuden, zuerst auf dem Iowa State Capitol und dem California State Capitol, aufgezogen. 2023 wurde die „progress“-Version der Regenbogenflagge inklusive der Farben der Transgender-Flagge auf dem Weißen Haus gehisst.
Beim Eurovision Song Contest 2024 trug die nicht-binäre musizierende Person Bambie Thug aus Irland ein Outfit in den Farben der Transgender-Flagge während des Halbfinales.

## Andere Versionen der Flagge
Neben der am häufigsten verwendeten Flagge nach dem Entwurf von Monica Helms wurden alternative Versionen einer Transgender-Flagge von Aktivisten entworfen. Einige der bekannteren sind:
| Flaggenversion   | Beschreibung | Flagge/Darstellung |
| ---------------- | --- | ------------------ |
| Andrew-Entwurf   | 1999 Jonathan Andrew eine Flagge, die ebenfalls die Farben hellblau und hellrosa verwendet, als Streifen unterbrochen von schmaleren weißen Streifen und mit einem kombinierten Venus-und-Mars-Symbol in der oberen linken Ecke. | Andrew Entwurf     |
| Pellinen-Entwurf | Jennifer Pellinen entwarf diese Version 2002. Die Flagge besteht von oben nach unten aus fünf Farbschattierungen von Pink bis Blau.                                                                                              | Pellinen Entwurf   |
| Lindsay-Entwurf  | In Ontario ist ein Entwurf der Designerin Mischelle Lindsay beliebt. Oben Pink, unten blau, mit einem darübergelegten Venus-Mars-Symbol plus Mars mit Strich.                                                                    | Lindsay Entwurf    |